# Motherhood (film 1917)
Motherhood è un film del 1917 prodotto e diretto da Frank Powell. Uscito nelle sale USA il 26 marzo 1917, vedeva tra gli interpreti, Marjorie Rambeau, qui al secondo film dopo il suo esordio sugli schermi il mese precedente in The Greater Woman.

## Trama
Negli Stati Uniti, una coppia sposata si trova a leggere una tragica vicenda legata alla guerra in Europa. La storia prende vita mentre i due leggono: Albert deve partire per il fronte, lasciando sola la moglie Louise. In una famiglia nemica, il padre di due bambini, lascia anche lui i suoi per partire per la guerra. Disperato e depresso, l'uomo finisce per ubriacarsi, perdendo tutti i freni inibitori. Davanti alla casa di Louise, entra dentro e prende la donna con la violenza.

A guerra finita, quando Albert torna a casa, trova sua moglie con un bambino che non può essere suo. La moglie gli confessa quello che le è successo e Albert, furioso, tenta di uccidere il piccolo, ma la donna difende il bambino e lo sottrae all'ira del marito.

Finita la storia, i due lettori si rallegrano di vivere in un paese in pace.

## Produzione
Il film fu prodotto dalla Frank Powell Producing Corporation.

## Distribuzione
Distribuito dalla Mutual Film, il film uscì nelle sale cinematografiche statunitensi il 26 marzo 1917.